# Movimiento Popular de Pakistán
El Pakistan Awami Tehreek (en urdu پاکستان عوامی تحریک) (en español:Movimiento Popular de Pakistán) es un partido político de ideología progresista de Pakistán fundado en Lahore (Pakistán) en 25 de mayo de 1989 por Dr. Muhammad Tahir ul Qadri. Este partido se presentó en elecciones generales de Pakistán en 1990 y 2002 y en las de 2008 hizo un boicot de las elecciones.